# Роки Риџ (Охајо)
Роки Риџ (енгл. Rocky Ridge) град је у америчкој савезној држави Охајо.

## Демографија
По попису из 2010. године број становника је 417, што је 28 (7,2%) становника више него 2000. године.
| Група             | 2000.       | 2010.       |
| Белци             | 362 (93,1%) | 388 (93,0%) |
| Афроамериканци    | 0 (0,0%)    | 0 (0,0%)    |
| Азијати           | 0 (0,0%)    | 0 (0,0%)    |
| Хиспаноамериканци | 25 (6,4%)   | 21 (5,0%)   |
| Укупно            | 389         | 417         |